# Eiszeit
Eiszeit è il quarto album in studio del gruppo musicale Neue Deutsche Härte tedesco Eisbrecher, pubblicato nel 2010.

## Tracce
1. Böse Mädchen – 3:55
2. Eiszeit – 3:40
3. Bombe – 3:11
4. Gothkiller (feat. Rob Vitacca) – 3:50
5. Die Engel – 3:36
6. Segne deinen Schmerz – 4:19
7. Amok – 3:55
8. Dein Weg – 3:46
9. Supermodel – 3:35
10. Der Hauch des Lebens – 4:09

## Classifiche
| Classifica (2010) | Posizione massima |
| ----------------- | ----------------- |
| Austria           | 64                |
| Germania          | 5                 |
| Svizzera          | 76                |